# كينيث أ. روس
كينيث أ. روس (بالإنجليزية: Kenneth A. Ross)‏ هو رياضياتي أمريكي، ولد في 21 يناير 1936 في شيكاغو في الولايات المتحدة.